# Сухинина, Екатерина Дмитриевна
Екатерина Дмитриевна Сухинина (1919—1992) — советский хозяйственный, государственный и политический деятель.

## Биография
Родилась в 1919 году в Заводоуковске. Член КПСС с 1945 года.
С 1937 года — на хозяйственной, общественной и политической работе. В 1937—1978 гг. — учительница начальных классов в Омске, на комсомольской работе в городе Омске, первый секретарь Куйбышевского райкома[где?] ВЛКСМ, партийный работник в партийных органах города Омска, первый секретарь Центрального райкома партии города Омска, заведующая отделом, секретарь Омского обкома КПСС по идеологии.
Умерла в Омске в 1992 году. Похоронена на Старо-Северном кладбище.